# Алёкка
А́лёкка (Олёкка, карел. Ol′okku) — деревня в составе Эссойльского сельского поселения Пряжинского национального района Республики Карелия.

## Общие сведения
Расположена на юго-восточном берегу озера Сямозеро, на автодороге Петрозаводск-Суоярви.

## Население
Численность населения в 1905 году составляла 54 человека.
| 2002 | 2009 | 2010 | 2013 |
| ---- | ---- | ---- | ---- |
| 29   | ↘18  | ↘13  | ↘12  |

## Улицы
- ул. Песчаная
- ул. Хвойная